# Oncocnemis levis
Oncocnemis levis là một loài bướm đêm trong họ Noctuidae.